# Santanna, o Cantador
Cícero Pereira de Souza, mais conhecido como Santanna, O Cantador, (Juazeiro do Norte, 29 de fevereiro de 1960), é um cantor e compositor brasileiro. Descendente de família de artistas, o cearense representa a música do Nordeste brasileiro, cantando forró. Começou a fazer sucesso a partir de 2002, quando registrou a venda de mais de 100 mil cópias do CD "Xote Pé de Serra".
Em 1984, conheceu Luiz Gonzaga, de quem se tornou amigo particular. Participou de vários shows seus, fazendo a abertura e em seguida, fazendo vocal. Santanna é conhecido por várias músicas, que hoje são tradicionalmente tocadas em época de Festa de São João no nordeste, principalmente o hit "Ana Maria" e "Tamborete de Forró".
Tornou-se cantor profissional em 1992 e hoje é considerado um dos músicos mais conhecidos do Forró, e sua musica é curtida em varias regiões do Brasil.

## Discografia

### Álbuns
- Gonzagão, Meu Professor (1992)
- Bom Que Chega Dói (1993)
- Homem-Passarinho (1994)
- Nordestrilhas (1996)
- Nordestinamente Cantador (1997)
- D'Estar (2000)
- Xote Pé de Serra (2001)
- 10 Anos de Carreira (2002)
- Forró Pé de Serra Ao Vivo (2003)
- Forró de Bem-Querer (2004)
- Forró Popular Brasileiro (2006)
- Forró, a Arte do Abraço (2008)
- Forró, a Dança do Dia-a-Dia (2010)
- Xoteamar (2012)
- O Forró Nosso de Cada Poesia (2015)